# Imperial (spil)
 For alternative betydninger, se Imperial (flertydig). (Se også artikler, som begynder med Imperial)
Imperial er et strategisk orienteret brætspil uden terninger. Det er designet af Mac Gerdts og blev udgivet første gang i 2006 på tysk af Eggert-Spiele. Senere er en engelsksproget version blevet udgivet af Rio Grande Games.